# 王質 (北宋)
王質（1001年—1045年），字子野，莘縣人。
王旦之侄。早年好學，拜楊億為師，楊億極力稱其才氣，最初以恩蔭補官太常寺奉禮郎，後進士及第，授馆阁校勘、集賢校理。姻親范仲淹被貶官，無人敢送行，獨龍圖直學士李紘與王質出郊餞行。王質說：“希文（范仲淹）賢者，得為朋黨，幸矣！”累官至尚书祠部员外郎。范仲淹稱他“兼通佛老微旨”。编有《宝元总录》100卷。出知陕州（今陕西陕县）。卒於任上。
長女嫁范仲淹子范纯仁。